# Thorbjørn Harr
Thorbjørn Harr (Oslo, 24 maggio 1974) è un attore norvegese.

## Filmografia parziale
- 22 luglio (22 July), regia di Paul Greengrass (2018)
- Barn, regia di Dag Johan Haugerud (2019)
- Togo - Una grande amicizia (Togo), regia di Ericson Core (2019)
- Sex, regia di Dag Johan Haugerud (2024)